# Noda Hideo
Noda Hideo (japanisch 野田 英夫; geb. 15. Juli 1908, in Kalifornien; gest. 12. Januar 1939) war ein japanischer Maler der Yōga-Schule der Shōwa-Zeit.

## Leben und Werk
Noda Hideo wurde in Kalifornien als Sohn eines Japaners und einer amerikanischen Mutter geboren. 1911 kam er nach Kumamoto, der Heimatstadt seines Vaters, um dort die Schule zu besuchen. Nachdem er 1926 seinen Abschluss an der Mittelschule Kumamoto gemacht hatte, kehrte er in die USA zurück und schreib sich an der Piemont-Oberschule in Oakland ein. Dort begann er mit der Ölmalerei und begann nach Abschluss der Oberschule ein Studium an dem California College of Arts and Crafts, wobei er eine enge Freundschaft mit dem Maler Terada Takeo (寺田 竹雄; 1908–1993) schloss. 1931 verließ er aber das College und ging auf Einladung von Arnold Branch, einem Professor an der Art Students League of New York nach New York. Noda lebte dort in der Künstlerkolonie Woodstock. Das war die Zeit, in der er Kuniyoshi Yasuo kennen lernte. – 1931 erhielt Noda den Woodstock Art Association Preis, und im selben Jahr kam er mit dem Surrealismus von Dali in dessen Einzelausstellung in Berührung. Er kehrte nach San Francisco zurück, zeigte Bilder in der dortigen Künstlervereinigung und erhielt den Maria Stone Preis.
1934 ging Noda wieder nach New York und zeigte Arbeiten auf der Independent Ausstellung und auf der American Group Ausstellung. Er unterstützte Diego Rivera bei der Ausführung seiner Wandbilder für das Rockefeller Zentrum und wurde Mitglied in der New York Mural Artists Association. Im selben Jahr wurde er eingeladen, Arbeiten auf der All-American Art Ausstellung im Whitney Museum of American Art zu zeigen. außerdem schuf er das Wandbild unter dem Titel „Einwanderer“ für ein Regierungsprojekt. 
Noda ging nach Japan zurück und zeigte 1935 die Bilder „Heimweg“ (帰路, Kiro) und „Traum“ (夢, Yume) auf der Ausstellung der Nika-kai (二科会). Das war sein erster Auftritt in japanischer Umgebung. Er kehrte im folgenden Jahr nach Amerika zurück, war dann 1937 wieder in Japan, wo er Bilder wie „Zirkus“ (サーカス, Sākasu), „Auf dem Eis“ (氷上, Hyōjō) und „Großstadt“ (都会, Tokai) auf der zweiten Ausstellung der „Neuen kreativen Gesellschaft“ (新制作協会, Shin-seisaku-kyōkai) zeigte, deren Mitglied er dann auch wurde.
Anfang 1939 starb Noda an einem Gehirntumor in Tōkyō. Die New York Times beklagte in einem Artikel seinen frühen Tod.

## Bilder

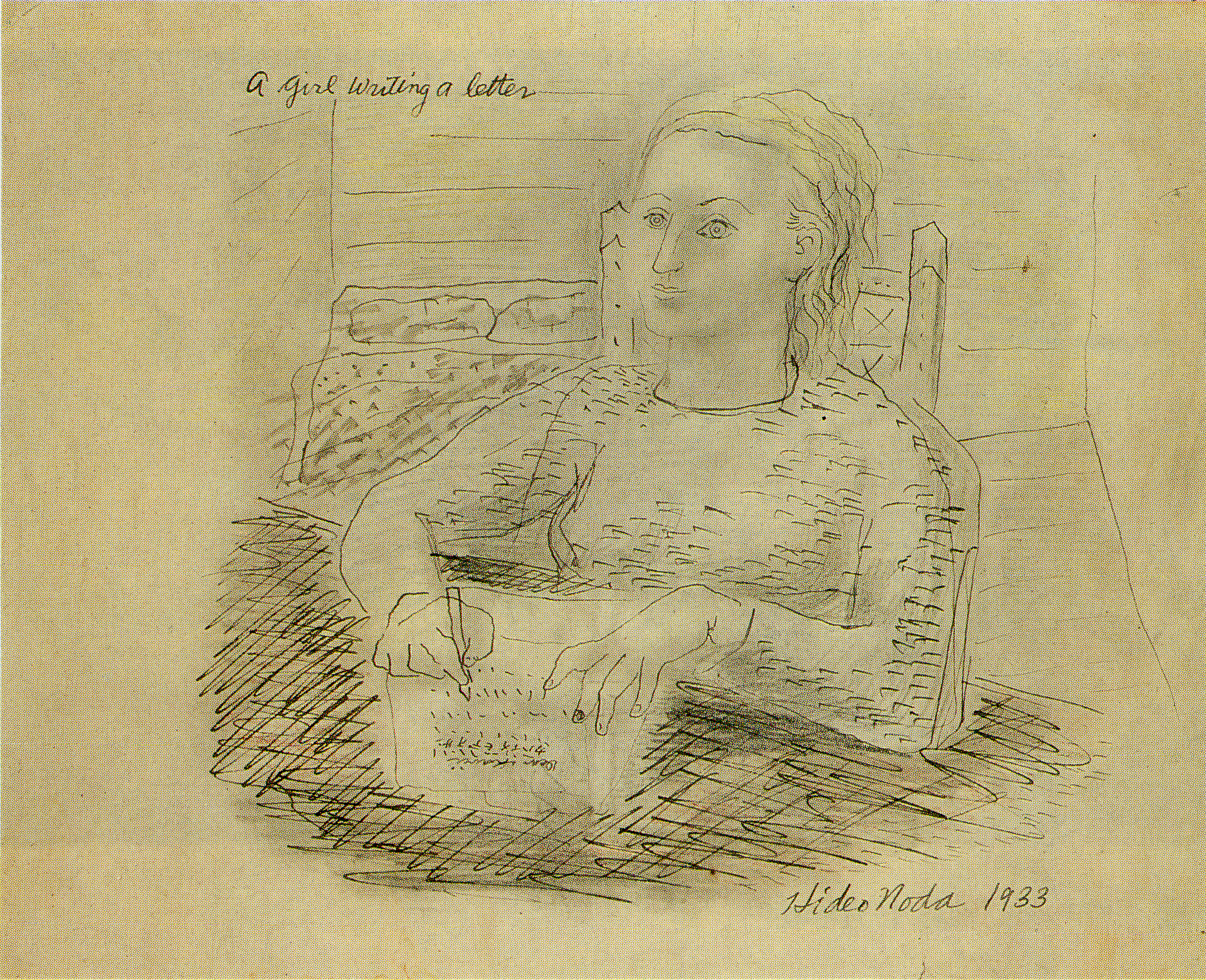
Eine Briefschreibende Frau, 1933
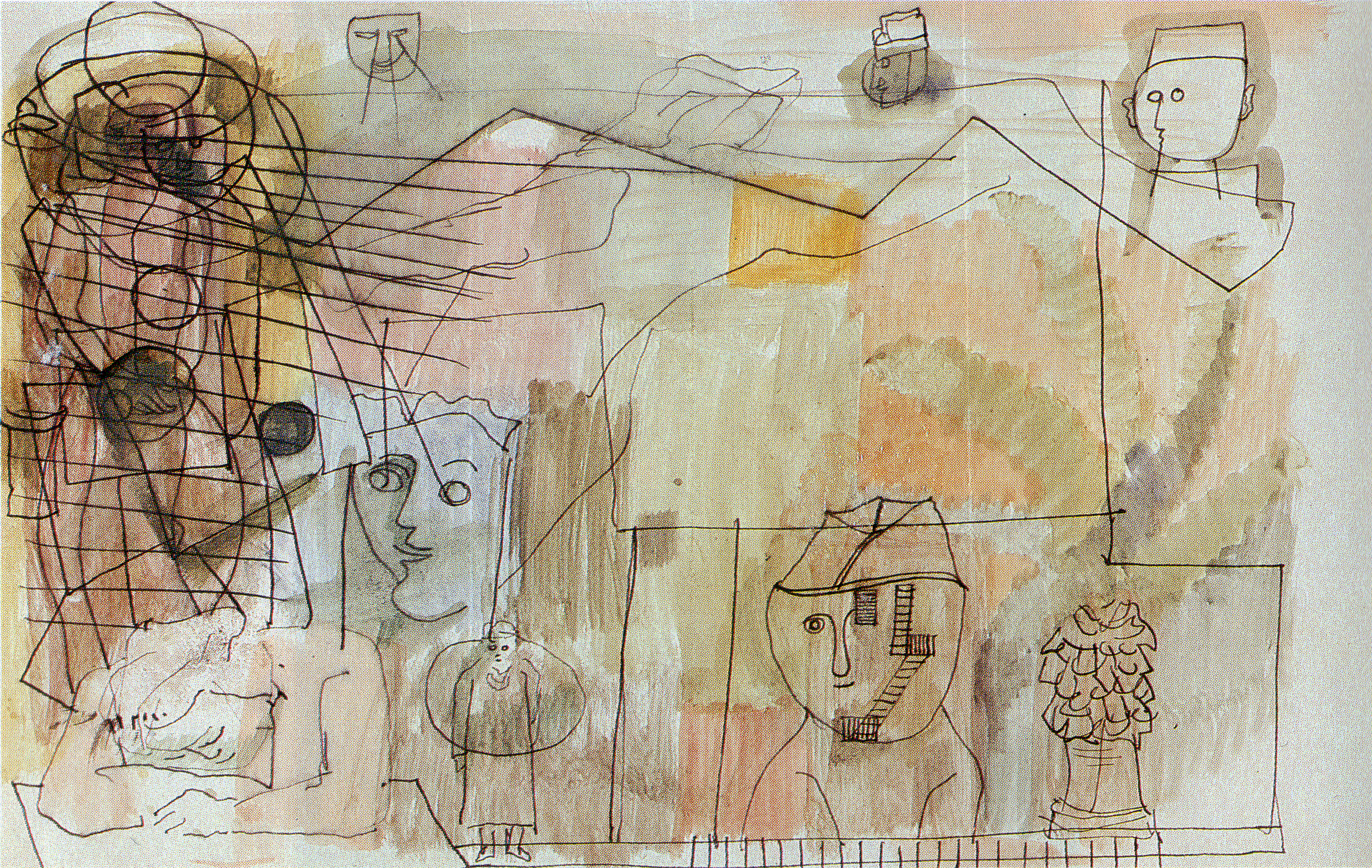
Landschaft, 1933
Großstadt, 1934[1]
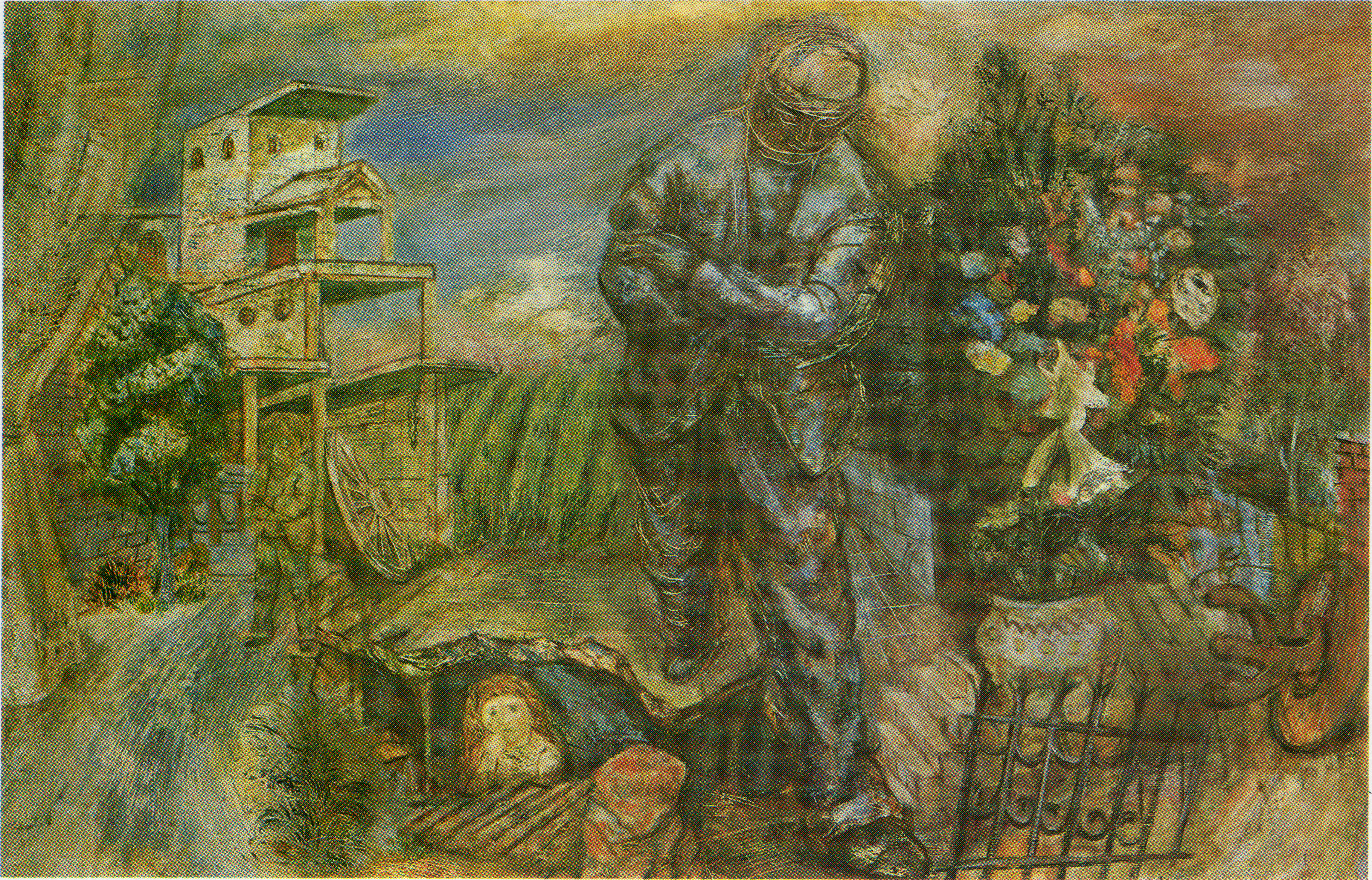
Heimweg, 1935
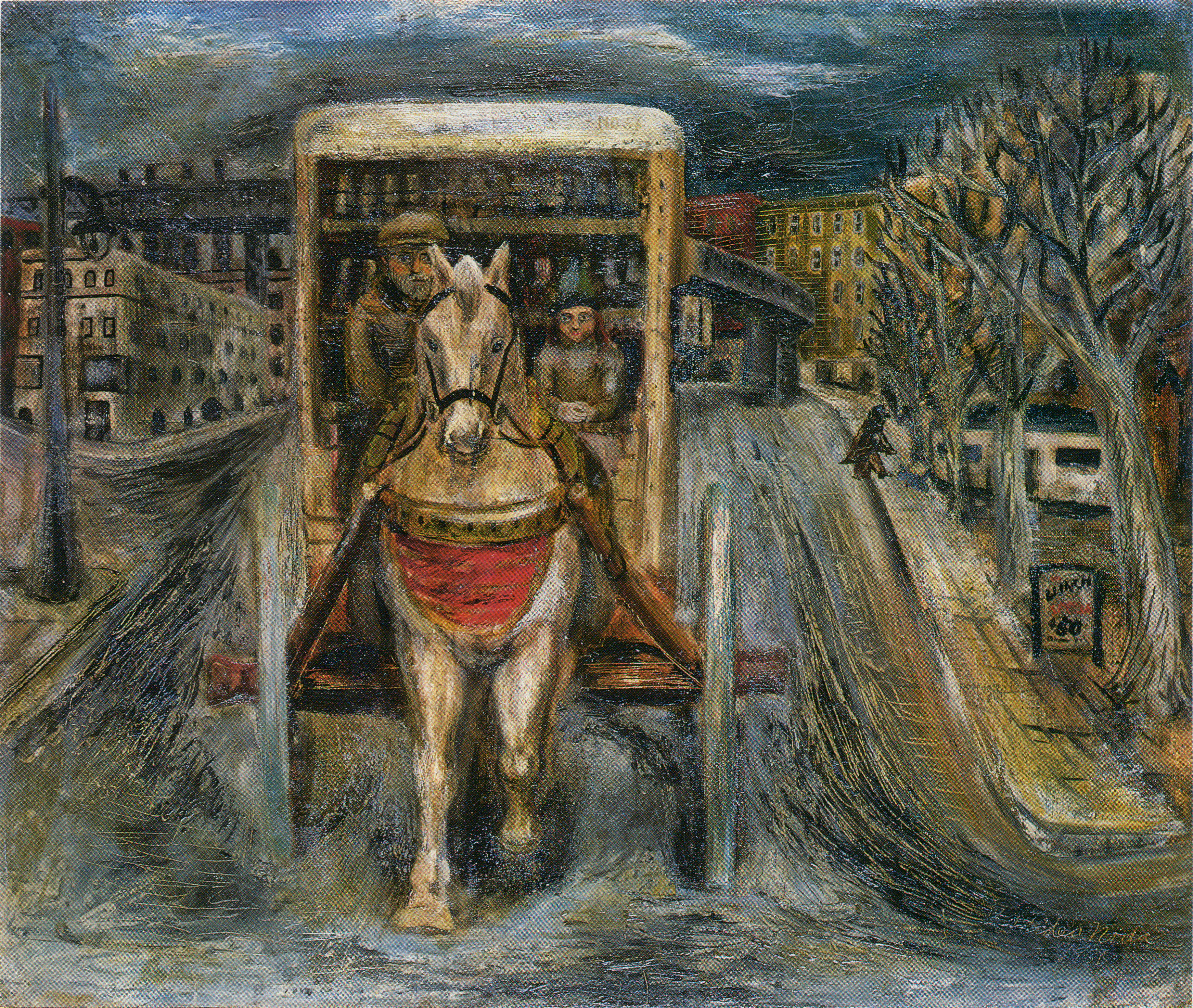
Kuh-Wagen, 1936
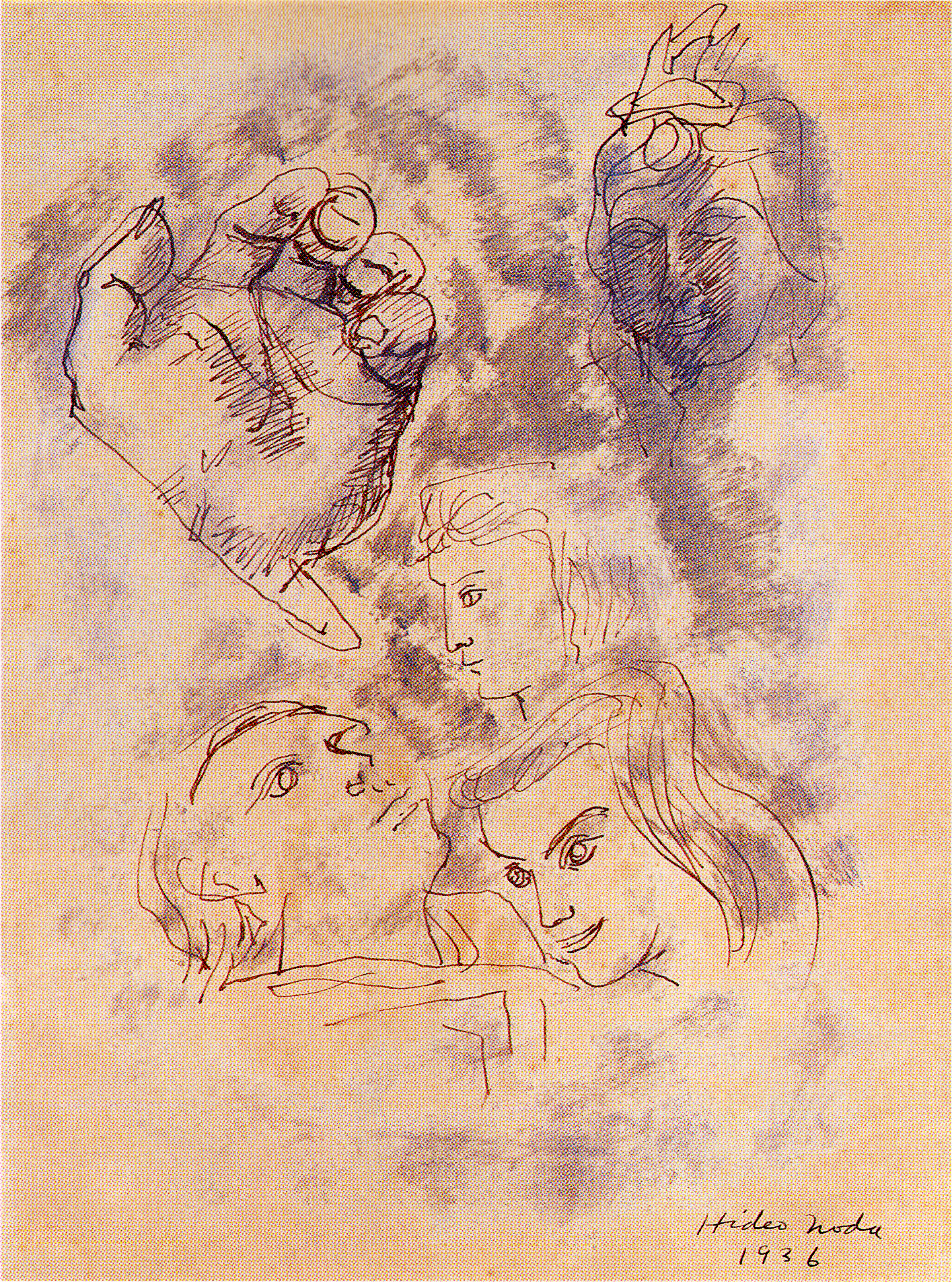
Ohne Titel, 1936
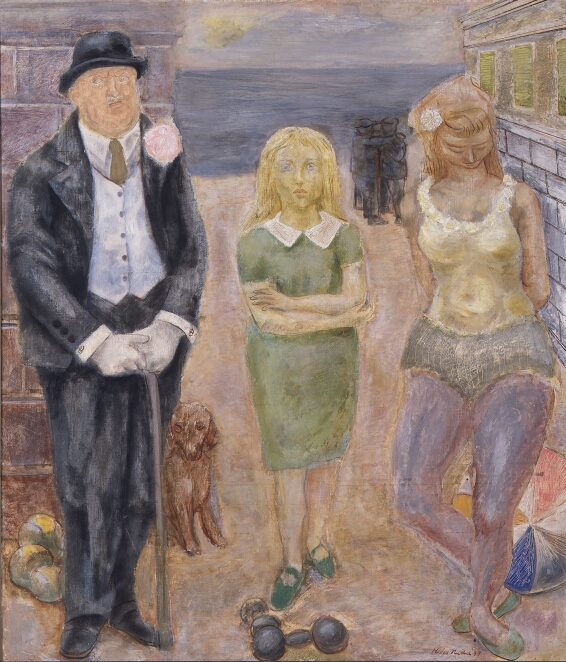
Zirkus, 1937
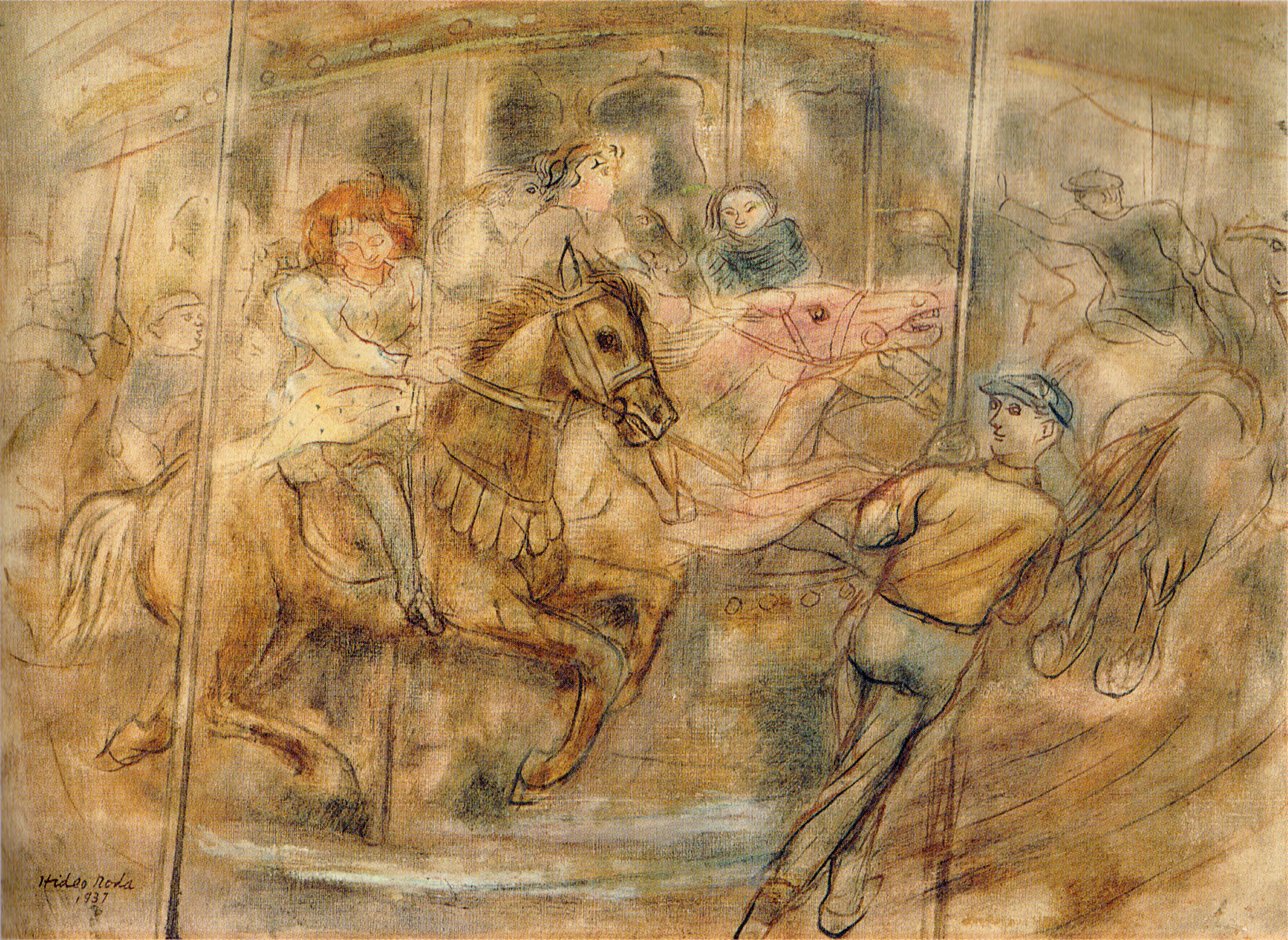
Karussell, 1937
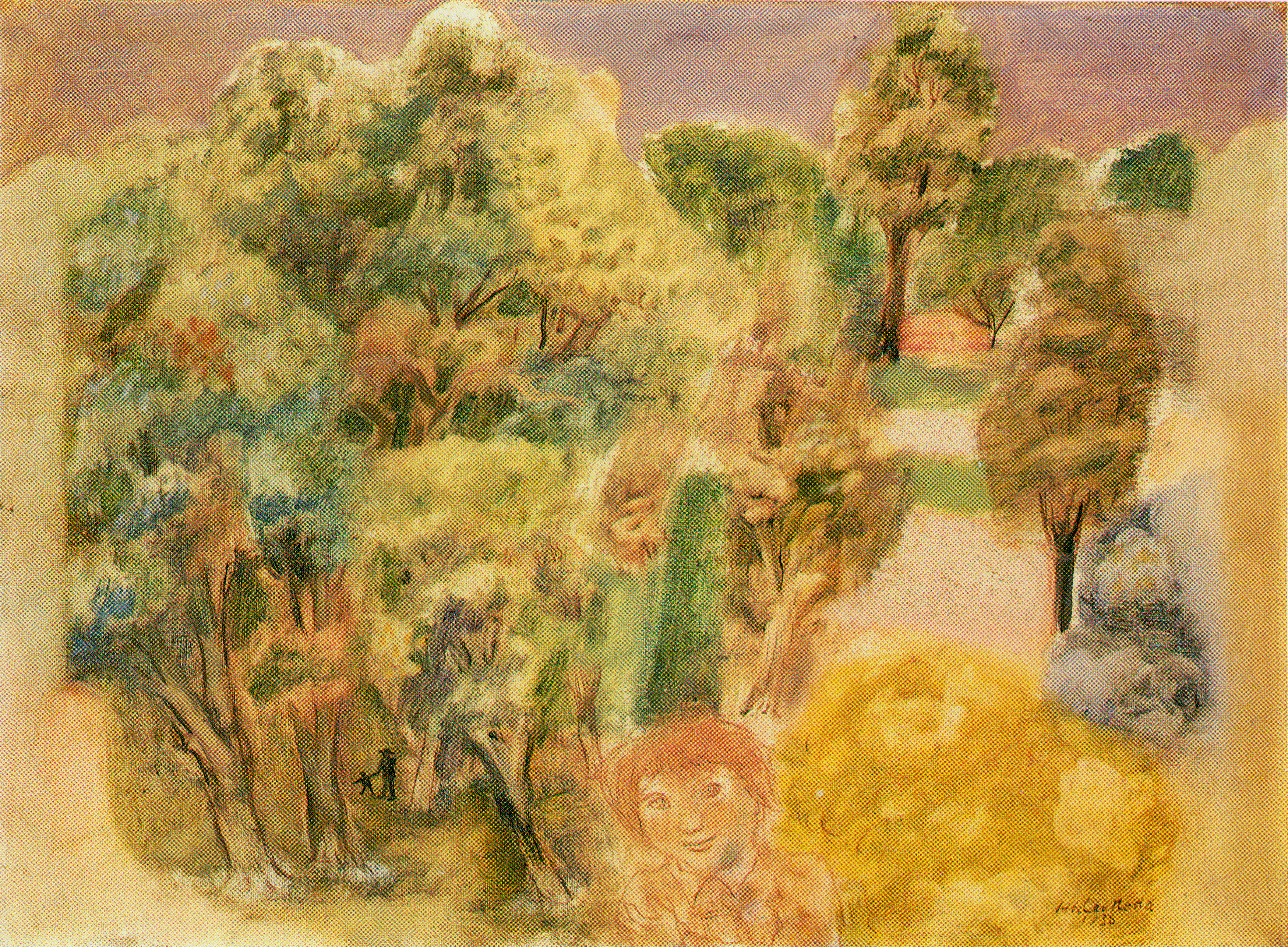
Landschaft, 1938
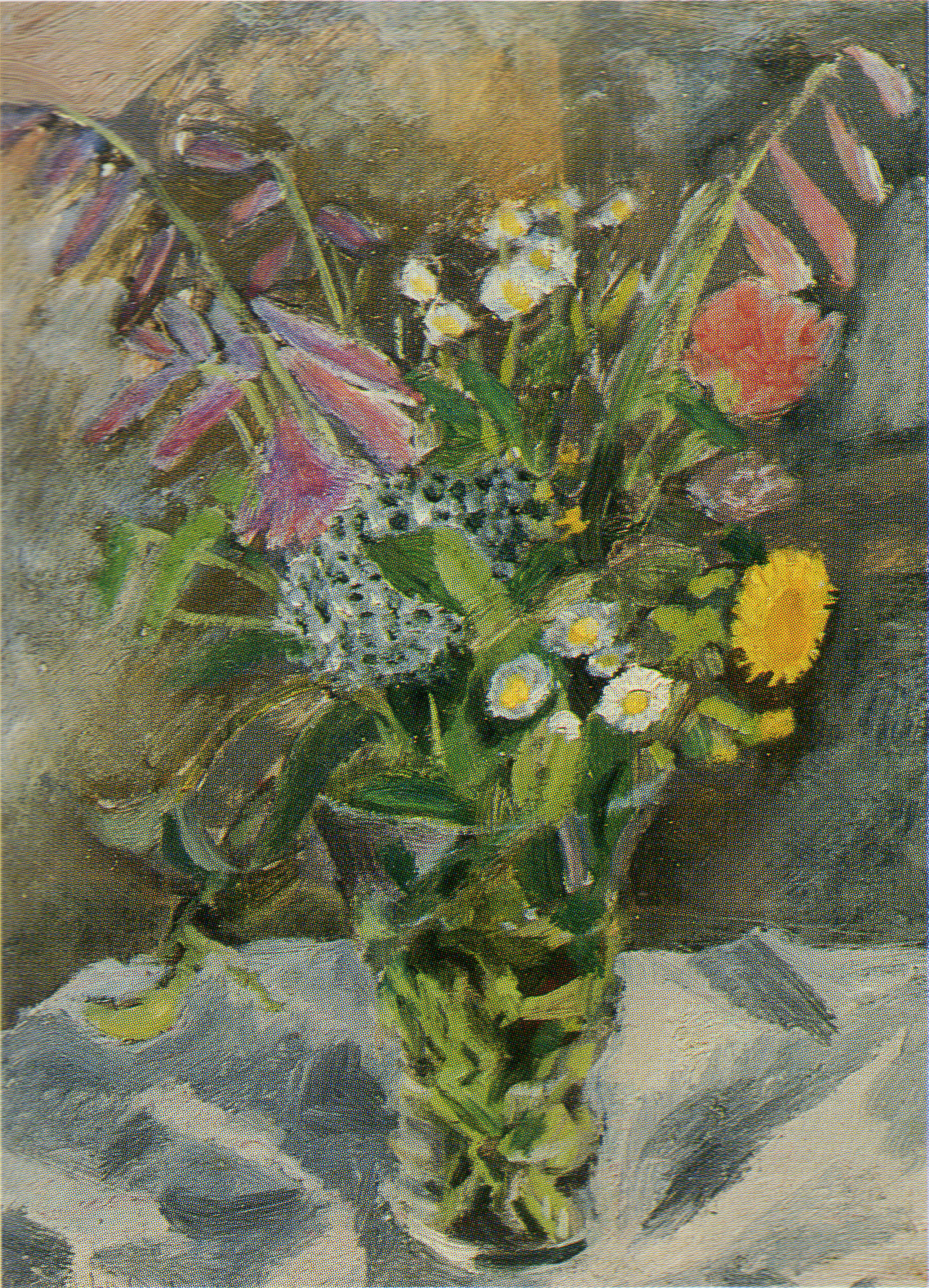
Blumen von Nojiri, 1938[A 1]